# Coscinia grammica
Coscinia grammica är en fjärilsart som beskrevs av Carl von Linné 1758. Coscinia grammica ingår i släktet Coscinia och familjen björnspinnare. Inga underarter finns listade i Catalogue of Life.